# 邵自镇
邵自镇（?—?），字尹东，号笠塘，宛平人，清中期儒学者、诗人。

## 生平
出自浙东望族余姚邵氏，祖籍浙江余姚县，移籍京师大兴，遂为宛平人。清乾隆六年（1742年），考中举人。乾隆二十六年（1761年），考中辛巳恩科进士。官大名府儒学教授，以伯乐名，弟子逾百人。

## 家族
邵氏一门三代进士及第（实为四代进士），为乾隆朝一时佳话。其中邵自镇与子邵庾曾同登乾隆恩科进士。邵自镇年69岁时丧子，但有孙辈七人，其中孙邵葆祺考中举人，孙邵葆醇考中进士。而邵葆醇子邵甲名，又于清嘉庆己卯登进士第，官至布政使，为封疆大吏。
上再推二代，邵自镇父、祖皆考中举人，故为一门五代科举、三代进士（实为一门6世科举，4代连捷进士），更为奇异的是，邵自镇、邵庾曾父子同登乾隆恩科，孙邵葆醇再登乾隆恩科，曾孙邵甲名登嘉庆恩科，一门四世连捷恩科。。

## 著作
- 《夷白山人行卷》
- 《不须编》[1]